# オットー式建築

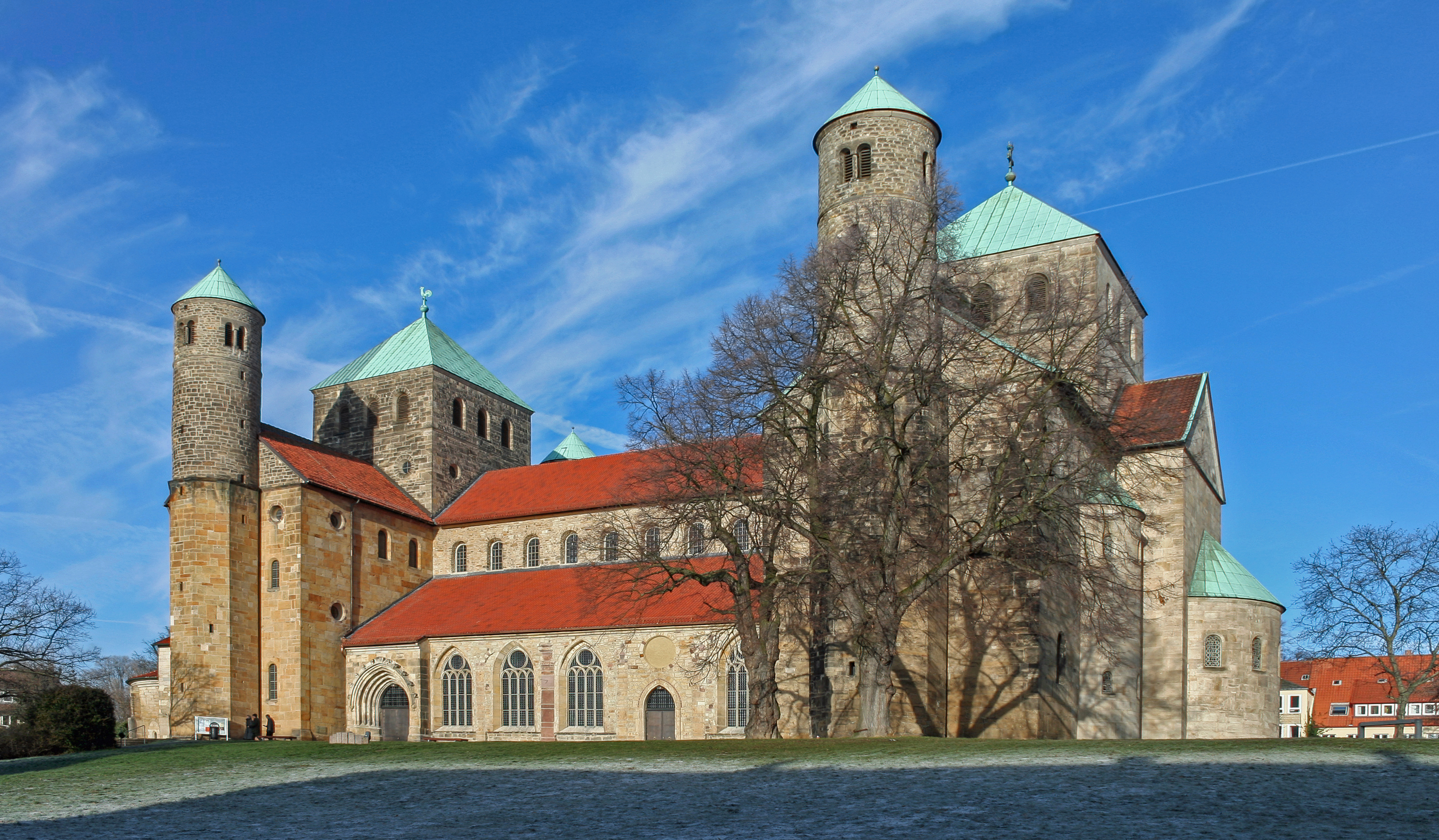
ヒルデスハイムの聖マリア大聖堂と聖ミカエル聖堂

オットー式建築（おっとーしきけんちく）は、オットー1世（936年-975年）の時代に発展した建築様式である。この様式はドイツで発見され、10世紀中葉から11世紀まで続いた。
オットー式建築はカロリング建築やビザンティン建築から発想を得ている。オットマルザイムのような八角形のアーヘンの宮殿礼拝堂（11世紀、アルザス）やエッセンの聖なる三位一体大聖堂の後陣に影響を受けた例から分かれて、宗教建築は中央から放射状に広がる傾向がある。ローマのバシリカから得た着想は、今も一致していて、オットー式建築は教会の後陣のあるカロリング建築とそっくりのものを維持している。

## 例
- リエージュの聖バーソロミュー教会（英語版）（ベルギー）
- 聖ゲルトルーデ教会（英語版）（ベルギーニヴェーユ（英語版）（1046年））
- ヒルデスハイムの聖マリア大聖堂と聖ミカエル聖堂（ドイツヒルデスハイム（1010年-33年））
- ゲルンローデ大聖堂教会（英語版）（960年-965年、明らかにヨーロッパで最初に演壇ギャラリーのある教会）